# 육군정보학교
육군정보학교(陸軍情報學校, 영어: Army Intelligence School)는 경기도 이천시에 있는 대한민국 육군의 군사학교로, 정보 병과의 장교 및 부사관, 병사에 대한 교육 및 훈련을 맡고 있다.

## 역사
육군정보학교는 1949년 5월 20일 창설되었으며, 초대 학교장은 백선엽(당시 대령)이다. 6.25 전쟁 발발 직후인 1950년 7월 8일에 임시로 해체되었다가, 같은 해 12월 24일 대구에서 재창설되었다. 1951년 1월 27일에는 육군본부 정보국 소속으로 이전되었고 학교 명칭이 '제7훈련소'로 개칭되었다. 이후 1952년 3월 6일, 다시 현재의 육군정보학교라는 이름으로 환원되었다. 

## 조직
- 학교본부
- 행정부
  - 본부근무대
- 정보교육단
  - 정보교육대대
  - 전자기전교육센터
  - 드론교육센터